# Herpestinae
Herpestinae – podrodzina ssaków z rodziny mangustowatych (Herpestidae).

## Zasięg występowania
Podrodzina obejmuje gatunki występujące w Europie, Afryce i Azji.

## Podział systematyczny
Do podrodziny należą następujące rodzaje:
- Ichneumia I. Geoffroy Saint-Hilaire, 1837 – ichneumonka – jedynym żyjącym współcześnie przedstawicielem jest Ichneumia albicauda (G. Cuvier, 1829) – ichneumonka białoogonowa
- Cynictis Ogilby, 1833 – mangustolisek – jedynym przedstawicielem jest Cynictis penicillata (G. Cuvier, 1829) – mangustolisek afrykański
- Paracynictis Pocock, 1916 – mangatka – jedynym przedstawicielem jest Paracynictis selousi (de Winton, 1896) – mangatka płowa
- Rhynchogale O. Thomas, 1894 – mangustoryjka – jedynym przedstawicielem jest Rhynchogale melleri (J.E. Gray, 1864) – mangustoryjka sawannowa
- Bdeogale Peters, 1850 – warcz
- Herpestes Illiger, 1811 – mangusta
- Atilax F. Cuvier, 1826 – wanzyr – jedynym żyjącym współcześnie przedstawicielem jest Atilax paludinosus (G. Cuvier, 1829) – wanzyr błotny
- Xenogale J.A. Allen, 1919 – jedynym przedstawicielem jest Xenogale naso (de Winton, 1901) – mangusta nosata
- Urva Hodgson, 1837